# Ovídio Martins
Ovídio Martins (São Vicente, 17 de Setembro de 1928) é um escritor e jornalista Caboverdiano. 
Nasceu em São Vicente, Cabo Verde, em 17 de Setembro de 1928. Poeta caboverdiano, jornalista, co-fundador do Suplemento Cultural (1958, São Vicente). O seu envolvimento em atividades de promoção da independência valeram-lhe a pena a prisão e o exílio nos Países Baixos. 
Dois poemas seus, Flagelados do vento leste e Comunhão, encontram-se no CD Poesia de Cabo Verde e sete poemas de Sebastião da Gama, de Afonso Dias.

## Publicações
- Caminhada, 1962 – Poemas
- 100 Poemas - Gritarei, Berrarei, Matarei - Não vou para pasárgada, 1973  - Poemas em Português e em crioulo de São Vicente
- Tchutchinha, 1962 – Novela

## Poemas
Poemas em crioulo de São Vicente:
- Liberdade, Nôs morte, Hora nô ta bá junte, Cantá nha pove, Cretcheu, Um spada na mon, Comparaçon, Consciénça, Um r’bêra pa mar, Dstine, Ma de canal, Pescador, Cantáme

Poemas em português:
- Mindelo, Terra dos meus amores, Caboverdianamente, Minha dor, Seca, Flagelados do vento-leste, Para Além do Desespero